# 趙汝誼
趙汝誼（16世紀—16世紀），號制菴，雲南臨安府通海縣人，明朝政治人物。

## 生平
趙汝誼是嘉靖三十七年（1558年）戊午科雲南鄉試舉人，萬曆四年（1576年）授慶遠同知，當時朝廷清剿作亂的藍龍返，對方逃遁，長官因此抓拿無辜人民冒領功勞，某天他面見長官，囚徒立刻向他大呼冤屈，並出示納糧帖作證，不久村民前往城中繳付糧食，被以為是賊人遭綑綁，他對上級說：「同知職在清戎，能擒賊者當由刑廳判決，違者有罪。」人民得以安寧，以父母逝世離任。後來他轉任台州同知，有清惠名聲，代理太平知縣有《林白峯遺愛碑記》紀錄功績，在家鄉為人端方，和睦持家，鄉里傳誦其事蹟不絕。

## 引用
1. 1 2  康熙《通海縣志·卷六·人物志》：趙汝誼，字制菴，以孝廉歷任台州郡丞，清惠有聲；撝菴弟也，生平制行端方、教家雍肅，鄉里中至今傳道不衰。
2. ↑  康熙《通海縣志·卷五·官師志》：歷科舉人……明……（嘉靖）戊午科 趙汝誼 任同知
3. ↑  道光《慶遠府志·卷十四·職官志》：趙汝誼，雲南普定人，萬厯四年官慶遠同知，時藍龍返肆逆，官兵勦之，龍返遁，長吏欲冒功，日俘囚無辜冤號載路，汝誼一日與長吏會，適敵俘至，諸俘見汝誼皆呼無罪，且出納糧帖以證，尋村民納糧至城中，因縛之以為賊也，汝誼謂長吏曰：「同知職在清戎，有能擒賊者當由廳定讞申解，違者罪之。」民遂以寧，以憂去。
4. ↑  嘉慶《（浙江）太平縣志·卷九·職官志》：知縣 明……趙汝誼，號致菴，雲南通海舉人，萬曆十年以同知署，《林白峯遺愛碑記》稱其廉惠勤慎，不愧良吏。